# World Trade Center Santiago
El World Trade Center Santiago (WTC Santiago) es un edificio de oficinas ubicado en el sector de Sanhattan, en la comuna de Las Condes, Santiago de Chile, en los límites con Vitacura y Providencia. Fue terminado en 1995. Posee salas de eventos multiuso, salas de conferencias, estacionamientos, un Hotel Radisson de cinco estrellas y numerosos servicios. Es parte de la World Trade Centers Asocciation (Asociación de Centros de Comercio Mundial), donde participa junto a otras 300 ciudades de 90 países.

## Ubicación
Se ubica en Nueva Tajamar 481, comuna de Las Condes, frente al Canal San Carlos. Al frente, se encuentra el complejo Costanera Center, que incluye la Gran Torre Santiago, una de las más altas de Sudamérica. Fue construido en uno de los antiguos lotes que le pertenecían a la fábrica de la Compañía de Cervecerías Unidas. 
El edificio fue terminado en 1995 y su diseño estuvo a cargo de Daniel Álamos y Sergio Amunátegui, de la oficina Amunátegui Barreau Arquitectos Asociados A.I.A, con la colaboración de Carmen Barreau, Jorge Sánchez y Gonzalo Cortés. El terreno es de 8474 m² y la superficie construida de 94 500 m², propiedad de la Inmobiliaria Nueva de Lyon.

## Complejo WTC
El complejo contiene:
- Salas de conferencias / multiuso
- Salones de exhibición
- Hotel
- Restoranes
- Oficinas
- Servicios comerciales (asesoramiento, investigación, gestión)